# Normandia (Roraima)
Normandia is een gemeente in de Braziliaanse deelstaat Roraima. De gemeente telt 7.527 inwoners (schatting 2009).

## Aangrenzende gemeenten
De gemeente grenst aan Boa Vista, Bonfim, Pacaraima en Uiramutã. De naamgevende plaats ligt aan de Maú, die de grens tussen Brazilië en Guyana vormt.

### Landsgrens
De gemeente grenst met als landsgrens aan de regio Upper Takutu-Upper Essequibo met het buurland Guyana.